# Архів міста Праги

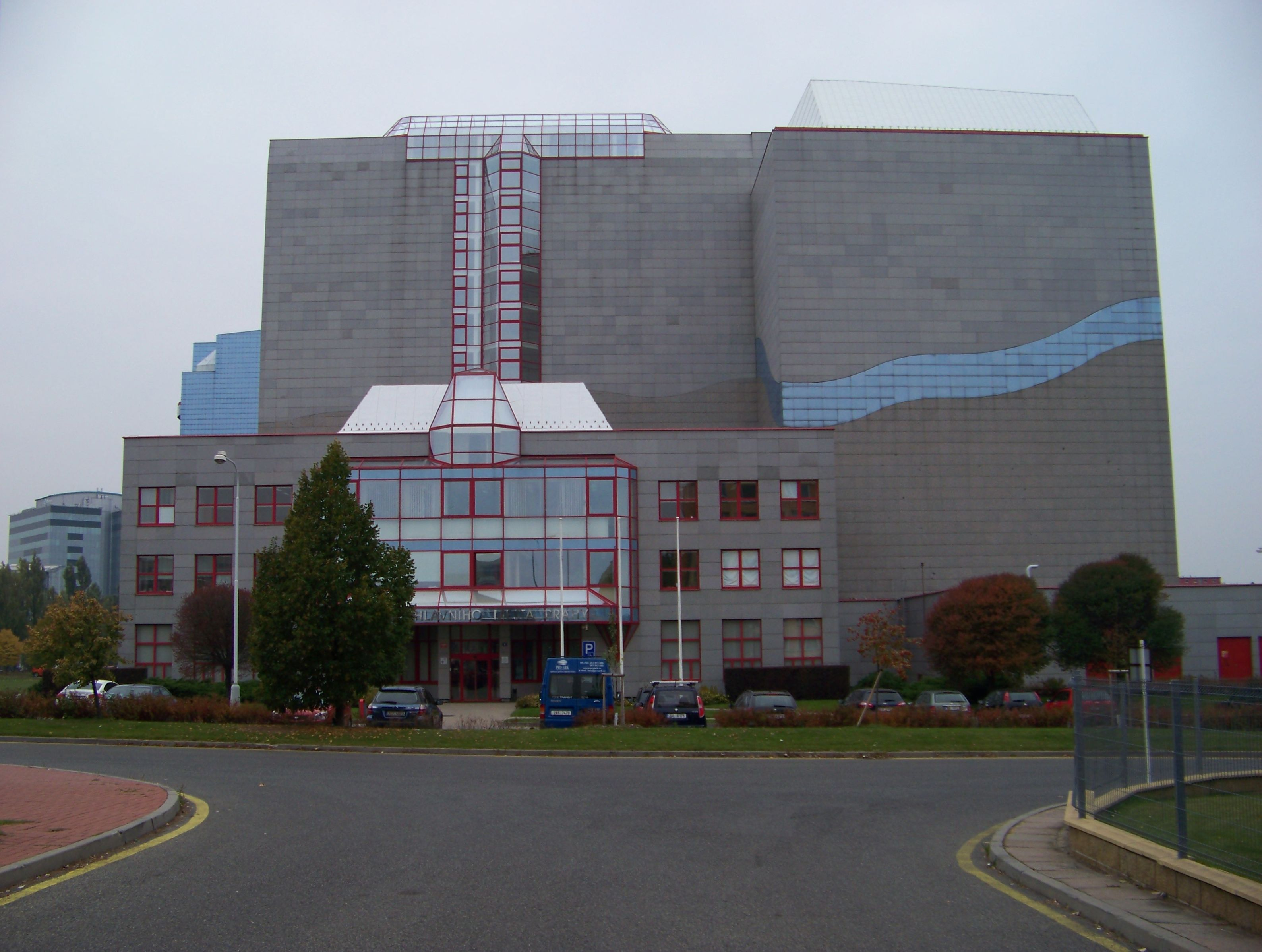
Будівля архіву міста Праги

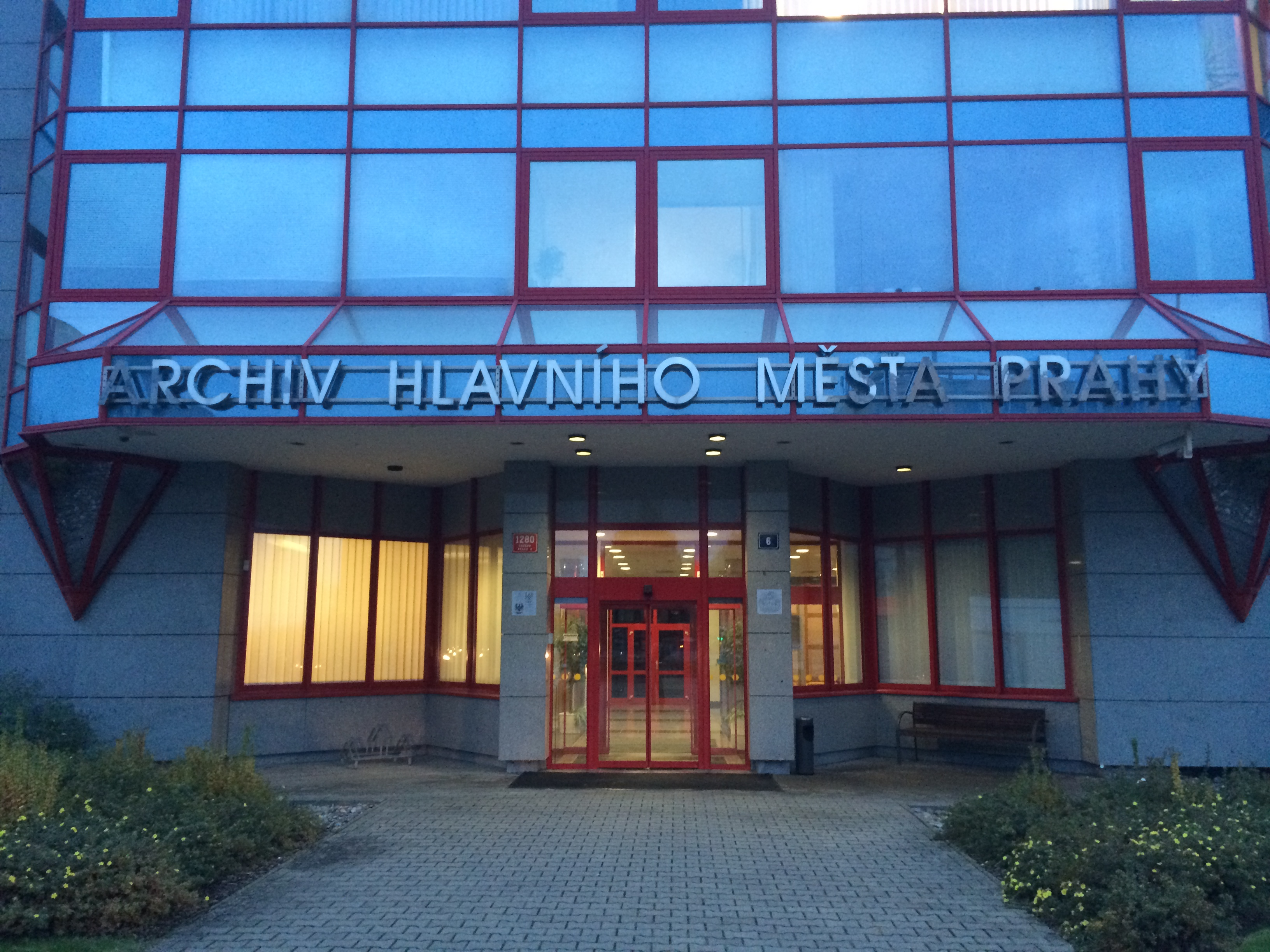
Вхід до Архіву міста Праги

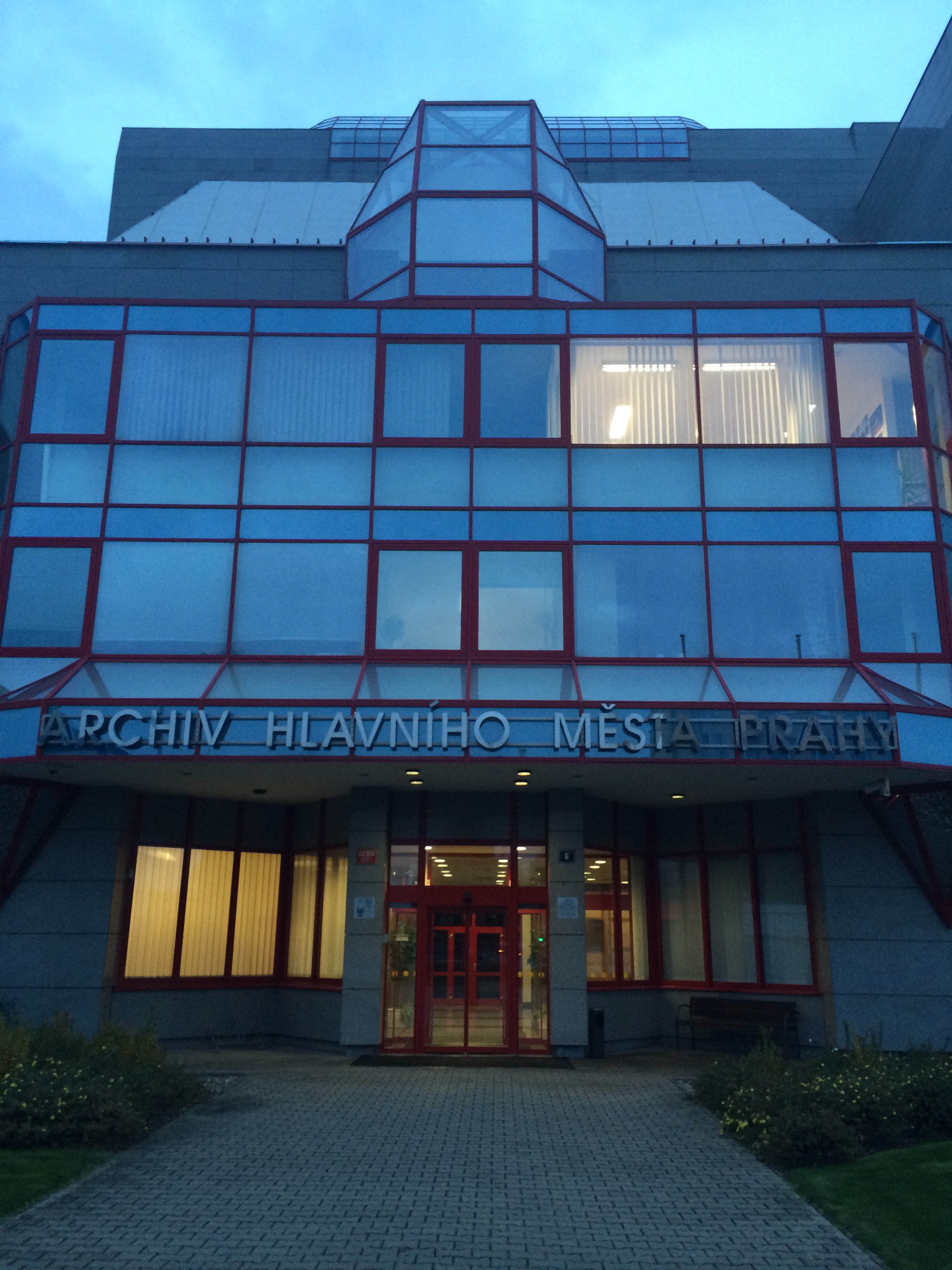
Фасад Архіву міста Праги

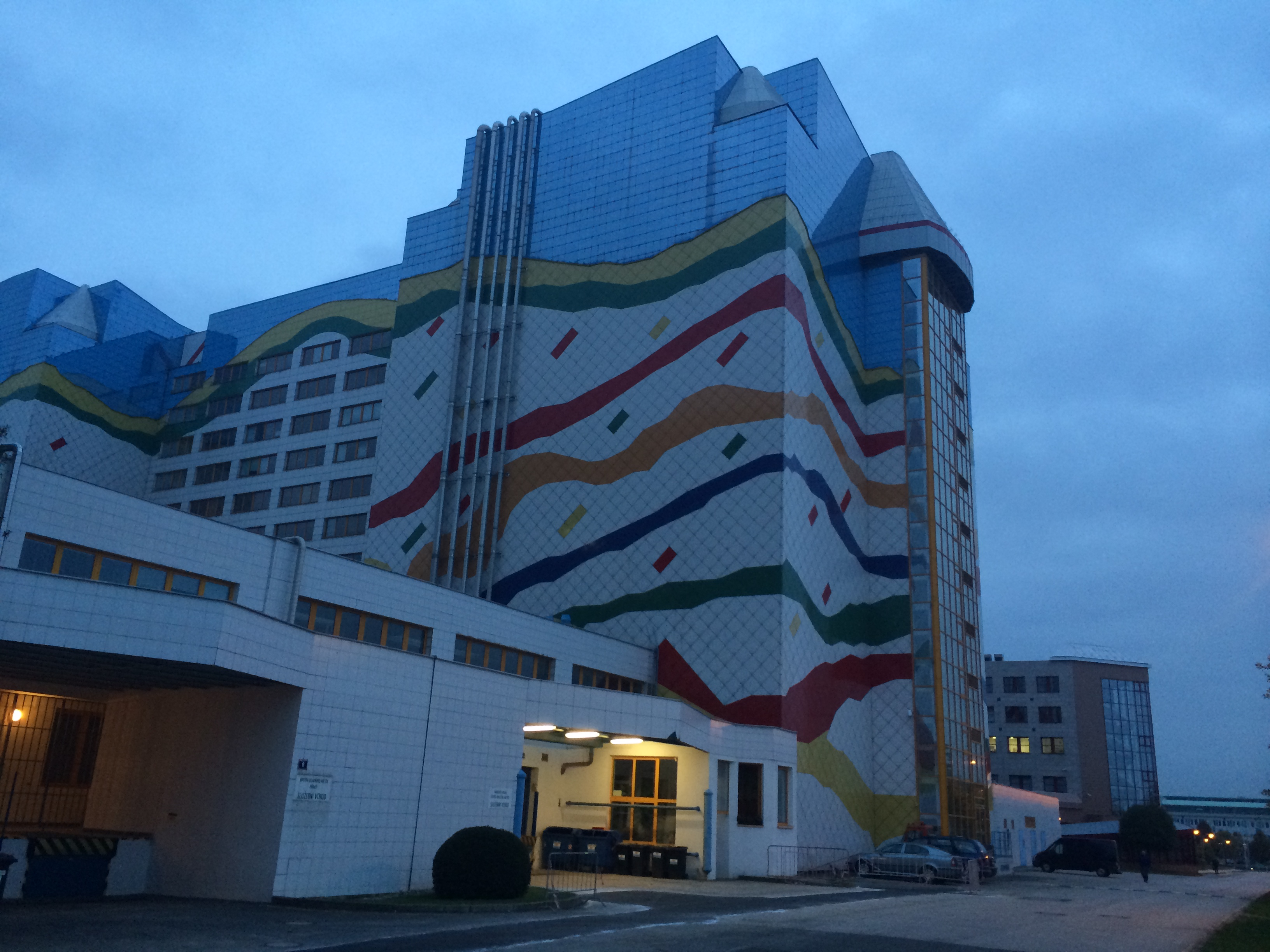
Вид на будівлю Архіву міста Праги

Архів міста Праги (чеськ. Archiv hlavního města Prahy (AHMP або AMP)) — архів з історії міста та жителів столиці Чехії. Разом з будівлею Народного архіву Чехії у мікрорайоні Ходов (чеськ. Chodov) утворює Архівний ареал Ходовец (чеськ. Archivní areál Chodovec)).

## Архівні колекції
Одною з найбільших колекцій документів, що зберігаються в архіві, є метрики та переліки обивателів Праги (чеськ. Soupis pražského obyvatelstva), зокрема 1830-1910 років, а також свідоцтва про реєстрацію шлюбів.

## Інтернет-доступ до колекцій
З більшістю документів можливо ознайомитися за допомогою онлайн-доступу на офіційному сайті архіву. Це дуже спрощує історичні та архівні дослідження, біографічний або генеалогічний пошук.
Наприклад, у розділі Soupis pražského obyvatelstva 1830-1910 (1920) під рубрикою Pražští příslušníci на сайті архіву можна відшукати свідоцтво про шлюб Венцеля Матауша
 — батька інженера Йоганна Маттауша, якому належить ідея радіорелейного зв'язку
. Окрім інформації про одруження, документ містить дані про адреси проживання Венцеля Матауша та його сім'ї у Празі, відомості про дружину, про дати народження дітей Венцеля Матауша. Зокрема, у зазначеному свідоцтві вказано день народження Йоганна Маттауша — 8 січня 1838 року.
Для особистого використання електронних копій документів, доступних в онлайн-режимі, необхідно врахувати, що перед відправленням на комп'ютер користувача здійснюється сегментація зображень на фраменті розміром 256x256 пікселів, об'єм яких знаходиться у межах 9,6-10,6 кБ. Це ускладнює збереження зображень на комп'ютері користувача, особливо при високій їх якості.
Сервіс онлайн-доступу до архівних документів передбачає можливість використання 6-рівнів деталізації зображень. Приміром, у випадку найбільш високого розрізнення розмір електронної копії згаданого свідоцтва про шлюб В. Маттауша становить 5333x3802 пікселів, які об'єднуються у 21x15 блоків розміром по 256x256 пікселів.